# David Hughes (Astronom)
David Wolstenholme Hughes (* 7. November 1941; † 6. Juni 2022) ein britischer Astronom und Weltraumphysiker. Er wirkte als Professor für Astronomie an der englischen University of Sheffield.
In seinen etwa 200 Fachartikeln behandelte er Themen über Planetoiden (Kleinplaneten), Kometen, Meteore und Meteorite. Daneben arbeitet er für britische und schwedische Weltraumagenturen sowie die ESA.
1990 wurde der Asteroid (4205) David Hughes nach ihm benannt.
Zuletzt gab er 2014 zusammen mit Heather Couper, Robert Dinwiddie et al. ein Buch über Planetologie heraus, das 2015 unter dem Titel Die Planeten. Eine Reise durch unser Sonnensystem. in deutscher Übersetzung erschien.